# Francesca Peppucci
Francesca Peppucci, née le 2 juin 1993 à Todi en Ombrie, est une femme politique italienne, députée européenne depuis le 6 avril 2023 en remplacement de Luisa Regimenti.

## Biographie
En 2016, elle a obtenu une licence en gestion d'entreprise à l'Université de Pérouse, puis a entrepris des études de master dans cette même université. Elle s'est engagée dans l'activité politique au sein de la Ligue du Nord. En 2017, elle est devenue présidente du groupe des conseillers municipaux de son parti à Todi. Elle a travaillé pour la faction des conseillers de la LN au conseil régional de l'Ombrie.
En 2019, elle a candidaté sans succès au Parlement européen. La même année, elle a été élue conseillère régionale en Ombrie. En 2022, elle a quitté son parti d'origine. Elle a ensuite rejoint le parti Forza Italia. En avril 2023, elle a pris le mandat vacant de députée au Parlement européen pour la IXe législature.